# Carl Berg
Carl Berg (Lüdenscheid, 4 de fevereiro de 1851—Bonn, 26 de maio de 1906) foi um empresário e construtor de dirigíveis alemão.